# Список Героев Советского Союза (Чабунин — Чернышёв)
В настоящем списке представлены в алфавитном порядке все Герои Советского Союза, чьи фамилии начинаются с буквы «Ч» (всего 304 человека, из них трое удостоены звания дважды). Список содержит даты Указов Президиума Верховного Совета СССР о присвоении звания, информацию о роде войск, должности и воинском звании Героев на дату представления к присвоению звания Героя Советского Союза, годах их жизни.
Ударения в фамилиях Героев приведены по книге «Герои Советского Союза: Краткий биографический словарь / Пред. ред. коллегии И. Н. Шкадов. — М.: Воениздат, 1988. — Т. 2 /Любов — Ящук/. — 863 с. — 100 000 экз. — ISBN 5-203-00536-2.».
- Персиковым цветом  в таблице выделены Герои, удостоенные звания дважды и более раз.
- Серым цветом  в таблице выделены Герои, представленные к званию посмертно.

| Навигационная таблица | Навигационная таблица             |
| --------------------- | --------------------------------- |
| «Ч»                   | Чабунин Иван — Чернышёв Александр |
| «Ч»                   | Чернышёв Аркадий — Чхаидзе Сергей |

| № п/п | Фамилия Имя Отчество                                                                                      | Дата Указа            | Род войск    | Должность | Звание                       | Годы жизни              | БС ГС НЛ                        |
| ----- | --- | --------------------- | ------------ | --- | ---------------------------- | ----------------------- | ------------------------------- |
| 1     | Чабу́нин Иван Фёдорович                                                                                    | 10.04.1945            | инженер      | командир 18-го моторизованного понтонно-мостового батальона 3-й понтонно-мостовой бригады РГК в составе 3-й гвардейской танковой армии 1-го Украинского фронта                                                                           | майор                        | 01.09.1909 — 16.04.1977 | [ БС 1 ] [ ГС 1 ] [ НЛ 1 ]      |
| 2     | Чабу́рин Фрол Петрович                                                                                     | 30.10.1943            | пехота       | командир батальона 237-го стрелкового полка 69-й стрелковой дивизии 65-й армии Центрального фронта | майор                        | 17.08.1918 — 28.11.1986 | [ БС 2 ] [ ГС 2 ] [ НЛ 2 ]      |
| 3     | Чагове́ц Григорий Иванович                                                                                 | 05.11.1944            | авиация      | лётчик 15-го отдельного разведывательного авиационного полка ВВС Балтийского флота | лейтенант                    | 1922 — 16.09.1944       | [ БС 3 ] [ ГС 3 ] [ НЛ 3 ]      |
| 4     | Чада́йкин Василий Иванович                                                                                 | 15.05.1946            | нквд         | заместитель командира отделения 1-й резервной заставы 134-го пограничного полка войск НКВД по охране тыла 3-го Украинского фронта | младший сержант              | 03.10.1924 — 15.09.1988 | [ БС 3 ] [ ГС 4 ] [ НЛ 4 ]      |
| 5     | Ча́йка Алексей Емельянович укр. Чайка Олексій Омелянович                                                   | 22.02.1944            | пехота       | разведчик-корректировщик батареи 78-го гвардейского стрелкового полка 25-й гвардейской стрелковой дивизии 6-й армии Юго-Западного фронта                                                                                                 | гвардии сержант              | 04.12.1923 — 09.08.1983 | [ БС 3 ] [ ГС 5 ] [ НЛ 5 ]      |
| 6     | Ча́йка Фёдор Васильевич укр. Чайка Федір Васильович                                                        | 31.05.1945            | пехота       | командир 1042-го стрелкового полка 295-й стрелковой дивизии 5-й ударной армии 1-го Белорусского фронта | подполковник                 | 03.03.1918 — 13.10.1974 | [ БС 3 ] [ ГС 6 ] [ НЛ 6 ]      |
| 7     | Ча́йкина Елизавета Ивановна                                                                                | 06.03.1942            | партизан     | активная участница партизанской борьбы в Калининской области, разведчица Пеновского партизанского отряда 2-й особой партизанской бригады                                                                                                 | —                            | 28.08.1918 — 23.11.1941 | [ БС 3 ] [ ГС 7 ] [ НЛ 7 ]      |
| 8     | Чайко́вский Иосиф Ефимович                                                                                 | 31.05.1945            | артиллерия   | командир батареи 76-мм пушек 60-го гвардейского кавалерийского полка 16-й гвардейской кавалерийской дивизии 7-го гвардейского кавалерийского корпуса 1-го Белорусского фронта                                                            | гвардии капитан              | 19.08.1923 — 15.02.1945 | [ БС 3 ] [ ГС 8 ] [ НЛ 8 ]      |
| 9     | Чакря́н Арутюн Хачикович арм. Չաքրյան Հարություն                                                           | 24.03.1945            | пехота       | заместитель по строевой части командира батальона 276-го стрелкового полка 77-й стрелковой дивизии 51-й армии 4-го Украинского фронта | капитан                      | 1918 — 08.05.1944       | [ БС 3 ] [ ГС 9 ] [ НЛ 9 ]      |
| 10    | Чалда́ев Виктор Алексеевич                                                                                 | 24.05.1944            | танкист      | командир взвода танков Т-34 53-й гвардейской танковой бригады 6-го гвардейского танкового корпуса 3-й гвардейской танковой армии 1-го Украинского фронта                                                                                 | гвардии младший лейтенант    | 15.05.1915 — 15.04.1944 | [ БС 3 ] [ ГС 10 ] [ НЛ 10 ]    |
| 11    | Чале́нко Валентин Евграфович укр. Чаленко Валентин Євграфович                                              | 24.03.1945            | инженер      | командир отделения сапёрного взвода 183-го гвардейского стрелкового полка 59-й гвардейской стрелковой дивизии 46-й армии 2-го Украинского фронта                                                                                         | гвардии сержант              | 09.03.1923 — 26.12.1978 | [ БС 4 ] [ ГС 11 ] [ НЛ 11 ]    |
| 12    | Ча́лов Егор Михайлович укр. Чалов Єгор Михайлович                                                          | 18.08.1945            | авиация      | заместитель командира эскадрильи 622-го штурмового авиационного полка 214-й штурмовой авиационной дивизии 15-й воздушной армии 2-го Прибалтийского фронта                                                                                | старший лейтенант            | 06.05.1919 — 22.04.1983 | [ БС 5 ] [ ГС 12 ] [ НЛ 12 ]    |
| 13    | Ча́лов Павел Иванович                                                                                      | 06.03.1945            | морской флот | командир сторожевого катера Д-3 № 132 2-го дивизиона сторожевых катеров Охраны водного района Таллиннского морского оборонительного района Балтийского флота                                                                             | младший лейтенант            | 30.09.1921 — 05.07.2000 | [ БС 5 ] [ ГС 13 ] [ НЛ 13 ]    |
| 14    | Ча́лов Степан Андреевич                                                                                    | 17.05.1944            | танкист      | механик-водитель танка Т-34 378-го танкового батальона 173-й танковой бригады 52-й армии 2-го Украинского фронта | старший сержант              | 1919 — 11.12.1943       | [ БС 5 ] [ ГС 14 ] [ НЛ 14 ]    |
| 15    | Ча́лый Александр Никитович укр. Чалий Олександр Микитович                                                  | 10.01.1944            | инженер      | командир отделения 42-го отдельного сапёрного батальона 136-й стрелковой дивизии 51-го стрелкового корпуса 38-й армии Воронежского фронта                                                                                                | ефрейтор                     | 1918 — 27.12.1943       | [ БС 5 ] [ ГС 15 ] [ НЛ 15 ]    |
| 16    | Ча́лый Николай Поликарпович укр. Чалий Микола Полікарпович                                                 | 07.03.1945            | морской флот | командир группы волновиков 66-го отдельного отряда дымомаскировки и дегазации Днепровской военной флотилии | младший лейтенант            | 07.07.1915 — 02.07.1944 | [ БС 5 ] [ ГС 16 ] [ НЛ 16 ]    |
| 17    | Чанчиба́дзе Порфирий Георгиевич груз. ჩანჩიბაძე პორფილე                                                    | 19.04.1945            | генерал      | командующий 2-й гвардейской армией 3-го Белорусского фронта | гвардии генерал-лейтенант    | 26.12.1901 — 14.03.1950 | [ БС 6 ] [ ГС 17 ] [ НЛ 17 ]    |
| 18    | Чапа́ев Николай Сергеевич                                                                                  | 27.02.1945            | танкист      | механик-водитель танка Т-34 47-й гвардейской танковой бригады 9-го гвардейского танкового корпуса 2-й гвардейской танковой армии 1-го Белорусского фронта                                                                                | гвардии старший сержант      | 18.07.1923 — 22.10.2003 | [ БС 7 ] [ ГС 18 ] [ НЛ 18 ]    |
| 19    | Ча́пичев Яков Иудович (Чапичев Яков Иегудович)                                                             | 27.06.1945            | комиссар     | агитатор 243-го стрелкового полка 181-й стрелковой дивизии 6-й армии 1-го Украинского фронта | майор                        | 1909 — 09.03.1945       | [ БС 7 ] [ ГС 19 ] [ НЛ 19 ]    |
| 20    | Чапча́хов Лазарь Сергеевич (Чапчахян Лазарь (Газарос) Сергеевич) арм. Չափչախով (Չափչախյան) Լազար (Ղազարոս) | 21.07.1942            | комиссар     | военный комиссар эскадрильи 38-го отдельного истребительного авиационного полка ВВС Северо-Западного фронта | батальонный комиссар         | 06.03.1911 — 13.04.1942 | [ БС 7 ] [ ГС 20 ] [ НЛ 20 ]    |
| 21    | Чарко́в Тимофей Никитович                                                                                  | 29.10.1943            | пехота       | командир роты 979-го стрелкового полка 253-й стрелковой дивизии 40-й армии Воронежского фронта | младший лейтенант            | 01.09.1921 — 25.12.1999 | [ БС 7 ] [ ГС 21 ] [ НЛ 21 ]    |
| 22    | Чары́ков Михаил Павлович                                                                                   | 22.02.1943            | танкист      | старший механик-водитель роты тяжёлых танков 263-го отдельного танкового батальона 131-й отдельной танковой бригады 57-й армии Южного фронта                                                                                             | старший сержант              | 22.12.1919 — 19.02.1942 | [ БС 7 ] [ ГС 22 ] [ НЛ 22 ]    |
| 23    | Часны́к Николай Леонтьевич                                                                                 | 22.08.1944            | авиация      | заместитель командира эскадрильи 148-го гвардейского истребительного авиационного полка особого назначения 148-й истребительной авиационной дивизии Северного фронта ПВО                                                                 | гвардии старший лейтенант    | 26.10.1921 — 07.12.1993 | [ БС 7 ] [ ГС 23 ] [ НЛ 23 ]    |
| 24    | Ча́сов Дмитрий Иванович                                                                                    | 27.02.1945            | пехота       | командир батальона 1028-го стрелкового полка 260-й стрелковой дивизии 139-го стрелкового корпуса 47-й армии 1-го Белорусского фронта | гвардии капитан              | 25.09.1911 — 25.07.1981 | [ БС 7 ] [ ГС 24 ] [ НЛ 24 ]    |
| 25    | Чва́нов Виктор Тимофеевич                                                                                  | 22.07.1944            | авиация      | штурман звена 1-го гвардейского минно-торпедного авиационного полка 8-й минно-торпедной авиационной дивизии ВВС Балтийского флота | гвардии старший лейтенант    | 24.11.1914 — 09.08.1944 | [ БС 8 ] [ ГС 25 ] [ НЛ 25 ]    |
| 26    | Чва́нов Лаврентий Андреевич                                                                                | 10.01.1944            | пехота       | командир роты мотострелкового батальона 71-й механизированной бригады 9-го механизированного корпуса 3-й гвардейской танковой армии 1-го Украинского фронта                                                                              | лейтенант                    | 23.08.1914 — 02.02.1945 | [ БС 9 ] [ ГС 26 ] [ НЛ 26 ]    |
| 27    | Чебе́рко Иван Иванович укр. Чеберко Іван Іванович                                                          | 29.06.1945            | инженер      | понтонёр 5-го тяжёлого моторизированного понтонно-мостового полка 2-го Белорусского фронта | красноармеец                 | 15.08.1923 — 08.11.2004 | [ БС 9 ] [ ГС 27 ] [ НЛ 27 ]    |
| 28    | Чебода́ев Михаил Иванович                                                                                  | 23.10.1943            | пехота       | разведчик взвода пешей разведки 955-го стрелкового полка 309-й стрелковой дивизии 40-й армии Воронежского фронта | красноармеец                 | 10.07.1922 — 25.02.1945 | [ БС 9 ] [ ГС 28 ] [ НЛ 28 ]    |
| 29    | Чеботарёв Василий Михайлович                                                                              | 29.06.1945            | нквд         | оперуполномоченный отдела контрразведки «Смерш» 19-й гвардейской танковой бригады 3-го гвардейского танкового корпуса 3-го Белорусского фронта                                                                                           | гвардии лейтенант            | 25.06.1918 — 27.06.1944 | [ БС 9 ] [ ГС 29 ] [ НЛ 29 ]    |
| 30    | Чеботарёв Владимир Владимирович                                                                           | 24.03.1945            | пехота       | командир взвода 993-го стрелкового полка 263-й стрелковой дивизии 51-й армии 4-го Украинского фронта | лейтенант                    | 24.01.1917 — 02.08.1991 | [ БС 9 ] [ ГС 30 ] [ НЛ 30 ]    |
| 31    | Чеботарёв Дмитрий Фёдорович                                                                               | 07.08.1943            | артиллерия   | наводчик 45-миллиметрового орудия 212-го гвардейского стрелкового полка 75-й гвардейской стрелковой дивизии 13-й армии Центрального фронта                                                                                               | гвардии младший сержант      | 25.12.1920 — 06.07.1943 | [ БС 9 ] [ ГС 31 ] [ НЛ 31 ]    |
| 32    | Чеботько́ Михаил Ульянович                                                                                 | 24.03.1945            | пехота       | командир батальона 220-го стрелкового полка 4-й стрелковой дивизии 69-й армии 1-го Белорусского фронта | гвардии капитан              | 15.05.1920 — 31.07.1944 | [ БС 9 ] [ ГС 32 ] [ НЛ 32 ]    |
| 33    | Чево́ла Никифор Дмитриевич                                                                                 | 01.07.1944            | артиллерия   | командир 8-й гвардейской отдельной истребительно-противотанковой артиллерийской бригады РГК в составе 40-й армии 1-го Украинского фронта                                                                                                 | гвардии полковник            | 23.08.1909 — 13.09.1993 | [ БС 10 ] [ ГС 33 ] [ НЛ 33 ]   |
| 34    | Чегода́ев Фёдор Кузьмич                                                                                    | 21.07.1942            | пехота       | снайпер-наблюдатель 595-го стрелкового полка 188-й стрелковой дивизии 11-й армии Северо-Западного фронта | старший сержант              | 21.02.1905 — 11.10.1971 | [ БС 11 ] [ ГС 34 ] [ НЛ 34 ]   |
| 35    | Чека́ев Кузьма Никитич                                                                                     | 24.03.1945            | пехота       | командир роты 920-го стрелкового полка 247-й стрелковой дивизии 61-го стрелкового корпуса 69-й армии 1-го Белорусского фронта | лейтенант                    | 14.11.1909 — 12.02.1945 | [ БС 11 ] [ ГС 35 ] [ НЛ 35 ]   |
| 36    | Чека́лин Александр Павлович                                                                                | 04.02.1942            | партизан     | активный участник партизанской борьбы в Тульской области, боец партизанского отряда «Передовой» | —                            | 25.03.1925 — 06.11.1941 | [ БС 11 ] [ ГС 36 ] [ НЛ 36 ]   |
| 37    | Чека́ль Кузьма Фомич укр. Чекаль Кузьма Хомич                                                              | 13.09.1944            | пехота       | разведчик взвода пешей разведки 857-го стрелкового полка 294-й стрелковой дивизии 52-й армии 2-го Украинского фронта | красноармеец                 | 23.07.1915 — 21.03.1944 | [ БС 11 ] [ ГС 37 ] [ НЛ 37 ]   |
| 38    | Че́кин Борис Сергеевич                                                                                     | 19.04.1945            | авиация      | заместитель командира эскадрильи 566-го штурмового авиационного полка 277-й штурмовой авиационной дивизии 1-й воздушной армии 3-го Белорусского фронта                                                                                   | лейтенант                    | 05.03.1922 — 20.01.2009 | [ БС 11 ] [ ГС 38 ] [ НЛ 38 ]   |
| 39    | Че́кин Евграф Иванович                                                                                     | 13.09.1944            | пехота       | командир взвода 929-го стрелкового полка 254-й стрелковой дивизии 52-й армии 2-го Украинского фронта | старший лейтенант            | 07.12.1904 — 07.05.1971 | [ БС 11 ] [ ГС 39 ] [ НЛ 39 ]   |
| 40    | Чеки́ров Кузьма Емельянович                                                                                | 30.10.1943            | инженер      | сапёр 4-го отдельного сапёрного батальона 193-й стрелковой дивизии 65-й армии Центрального фронта | красноармеец                 | 28.06.1907 — 21.02.1982 | [ БС 11 ] [ ГС 40 ] [ НЛ 40 ]   |
| 41    | Чекма́сов Василий Степанович                                                                               | 10.04.1945            | инженер      | командир отделения 18-го отдельного моторизованного понтонно-мостового батальона 3-й понтонно-мостовой бригады РГК в составе войск 1-го Украинского фронта                                                                               | старший сержант              | 06.03.1921 — 03.02.1945 | [ БС 11 ] [ ГС 41 ] [ НЛ 41 ]   |
| 42    | Чекменёв Григорий Анатольевич                                                                             | 25.09.1944            | артиллерия   | командир огневого взвода 1675-го артиллерийско-миномётного полка 30-й кавалерийской дивизии 4-го гвардейского кавалерийского корпуса 1-го Белорусского фронта                                                                            | старший лейтенант            | 24.01.1914 — 08.07.1944 | [ БС 12 ] [ ГС 42 ] [ НЛ 42 ]   |
| 43    | Чекула́ев Гордей Трофимович (Чикулаев Гордей Трофимович)                                                   | 10.01.1944            | пехота       | пулемётчик пулемётной роты 1144-го стрелкового полка 340-й стрелковой дивизии 38-й армии Воронежского фронта | красноармеец                 | 03.01.1912 — 16.07.1991 | [ БС 13 ] [ ГС 43 ] [ НЛ 43 ]   |
| 44    | Челноко́в Николай Васильевич                                                                               | 14.06.1942 19.08.1944 | авиация      | командир эскадрильи 57-го штурмового авиационного полка 8-й бомбардировочной авиационной бригады ВВС Балтийского флота командир 8-го гвардейского штурмового авиационного полка 11-й штурмовой авиационной дивизии ВВС Балтийского флота | капитан гвардии подполковник | 09.05.1906 — 16.07.1974 | [ БС 13 ] [ ГС 44 ] [ НЛ 44 ]   |
| 45    | Че́лов Николай Михайлович                                                                                  | 16.05.1944            | инженер      | командир 1331-го горнострелкового полка 318-й горнострелковой дивизии 18-й армии Северо-Кавказского фронта | подполковник                 | 1909 — 09.12.1943       | [ БС 13 ] [ ГС 45 ] [ НЛ 45 ]   |
| 46    | Челпа́нов Василий Николаевич                                                                               | 14.02.1943            | авиация      | заместитель командира эскадрильи 24-го ближнебомбардировочного авиационного полка 61-й смешанной авиационной дивизии ВВС 13-й армии Брянского фронта                                                                                     | лейтенант                    | 12.03.1918 — 27.11.1941 | [ БС 13 ] [ ГС 46 ] [ НЛ 46 ]   |
| 47    | Челяди́нов Дмитрий Алексеевич                                                                              | 16.05.1944            | артиллерия   | командир батареи 45-мм орудий 28-го отдельного истребительно-противотанкового дивизиона 383-й стрелковой дивизии Отдельной Приморской армии                                                                                              | старший лейтенант            | 01.11.1913 — 05.01.1944 | [ БС 13 ] [ ГС 47 ] [ НЛ 47 ]   |
| 48    | Чемоду́ров Вячеслав Иванович                                                                               | 15.01.1944            | пехота       | командир пулемётного расчёта 858-го стрелкового полка 283-й стрелковой дивизии 3-й армии Центрального фронта | сержант                      | 20.12.1919 — 27.12.1957 | [ БС 14 ] [ ГС 48 ] [ НЛ 48 ]   |
| 49    | Чепа́нов Михаил Петрович                                                                                   | 31.05.1945            | пехота       | командир взвода 271-го гвардейского стрелкового полка 88-й гвардейской стрелковой дивизии 28-го гвардейского стрелкового корпуса 8-й гвардейской армии 1-го Белорусского фронта                                                          | гвардии младший лейтенант    | 19.03.1921 — 12.05.1950 | [ БС 14 ] [ ГС 49 ] [ НЛ 49 ]   |
| 50    | Че́пелев Аркадий Егорович                                                                                  | 10.01.1944            | инженер      | командир отделения 180-го отдельного сапёрного батальона 167-й стрелковой дивизии 38-й армии 1-го Украинского фронта | старший сержант              | 24.01.1915 — 31.07.1985 | [ БС 14 ] [ ГС 50 ] [ НЛ 50 ]   |
| 51    | Чепелю́к Сергей Георгиевич                                                                                 | 26.10.1944            | авиация      | заместитель командира эскадрильи 144-го гвардейского штурмового авиационного полка 9-й гвардейской штурмовой авиационной дивизии 1-го гвардейского штурмового авиационного корпуса 5-й воздушной армии 2-го Украинского фронта           | гвардии младший лейтенант    | 09.09.1921 — 18.07.1985 | [ БС 14 ] [ ГС 51 ] [ НЛ 51 ]   |
| 52    | Чепи́га Юрий Яковлевич укр. Чепіга Юрій Якович                                                             | 29.06.1945            | авиация      | штурман 952-го штурмового авиационного полка 311-й штурмовой авиационной дивизии 1-й воздушной армии 3-го Белорусского фронта | майор                        | 23.02.1918 — 11.11.1991 | [ БС 14 ] [ ГС 52 ] [ НЛ 52 ]   |
| 53    | Че́пик Николай Петрович бел. Чэпік Мікалай Пятровіч                                                        | 28.04.1980            | десантники   | заместитель командира инженерно-сапёрного взвода 317-го гвардейского парашютно-десантного полка 103-й гвардейской воздушно-десантной дивизии ограниченного контингента советских войск в Демократической Республике Афганистан           | гвардии старший сержант      | 16.04.1960 — 29.02.1980 | ——                              |
| 54    | Чепино́га Павел Иосифович укр. Чепинога Павло Йосипович                                                    | 26.10.1944            | авиация      | командир эскадрильи 508-го истребительного авиационного полка 205-й истребительной авиационной дивизии 7-го истребительного авиационного корпуса 5-й воздушной армии 2-го Украинского фронта                                             | гвардии капитан              | 14.08.1912 — 12.07.1963 | [ БС 14 ] [ ГС 54 ] [ НЛ 53 ]   |
| 55    | Чепо́нис Альфонсас Мотеюсович лит. Čeponis Alfonsas                                                        | 01.07.1958            | партизан     | активный участник партизанской борьбы в Литве, радист-разведчик Каунасской подпольной организации | —                            | 1924 — 24.01.1944       | ——                              |
| 56    | Чепра́сов Михаил Дмитриевич                                                                                | 21.07.1944            | пехота       | командир отделения 241-го стрелкового полка 95-й стрелковой дивизии 49-й армии 2-го Белорусского фронта | старший сержант              | 20.08.1925 — 03.02.1988 | [ БС 14 ] [ ГС 56 ] [ НЛ 54 ]   |
| 57    | Чепра́сов Михаил Максимович                                                                                | 07.08.1943            | артиллерия   | орудийный номер 84-го гвардейского отдельного истребительно-противотанкового дивизиона 75-й гвардейской стрелковой дивизии 13-й армии Центрального фронта                                                                                | гвардии красноармеец         | 1924 — 06.07.1943       | [ БС 15 ] [ ГС 57 ] [ НЛ 55 ]   |
| 58    | Чепруно́в Григорий Северьянович (Чепрунов Григорий Саверьянович)                                           | 06.04.1945            | пехота       | командир 1103-го стрелкового полка 328-й стрелковой дивизии 47-й армии 1-го Белорусского фронта | полковник                    | 07.02.1907 — 22.02.1979 | [ БС 15 ] [ ГС 58 ] [ НЛ 56 ]   |
| 59    | Че́пур Никита Дмитриевич укр. Чепур Микита Дмитрович                                                       | 22.02.1944            | пехота       | командир отделения 81-го гвардейского стрелкового полка 25-й гвардейской стрелковой дивизии 8-й гвардейской армии Юго-Западного фронта                                                                                                   | гвардии младший сержант      | 17.04.1906 — 09.10.1982 | [ БС 15 ] [ ГС 59 ] [ НЛ 57 ]   |
| 60    | Чепуре́нко Анатолий Алексеевичукр. Чепуренко Анатолій Олексійович                                          | 21.03.1940            | танкист      | командир танкового взвода 109-го отдельного разведывательного батальона 86-й мотострелковой дивизии 7-й армии Северо-Западного фронта | лейтенант                    | 1915 — 22.01.1945       | [ БС 15 ] [ ГС 60 ] [ НЛ 58 ]   |
| 61    | Чепу́рин Филипп Фёдорович                                                                                  | 31.05.1945            | пехота       | командир батальона 990-го стрелкового полка 230-й стрелковой дивизии 5-й ударной армии 1-го Белорусского фронта | капитан                      | 27.10.1911 — 24.08.1981 | [ БС 15 ] [ ГС 61 ] [ НЛ 59 ]   |
| 62    | Чепурно́й Николай Миронович укр. Чепурний Микола Миронович                                                 | 31.08.1941            | пехота       | командир батальона 14-го мотострелкового полка 14-й танковой дивизии Западного фронта | старший лейтенант            | 27.12.1905 — 19.09.1964 | [ БС 15 ] [ ГС 62 ] [ НЛ 60 ]   |
| 63    | Че́пусов Дмитрий Леонтьевич укр. Червоній Логвин Данилович                                                 | 22.08.1944            | артиллерия   | командир орудия 220-го гвардейского истребительно-противотанкового артиллерийского полка РГК в составе 48-й армии 1-го Белорусского фронта                                                                                               | гвардии сержант              | 20.10.1924 — 25.07.2001 | [ БС 15 ] [ ГС 63 ] [ НЛ 61 ]   |
| 64    | Черво́ний Логвин Данилович                                                                                 | 06.04.1945            | генерал      | командир 121-й гвардейской стрелковой дивизии 13-й армии 1-го Украинского фронта | гвардии генерал-майор        | 16.10.1902 — 29.01.1980 | [ БС 15 ] [ ГС 64 ] [ НЛ 62 ]   |
| 65    | Червяко́в Владимир Иванович                                                                                | 04.02.1944            | авиация      | лётчик 48-го гвардейского авиационного полка дальних разведчиков Главного командования Красной армии | гвардии младший лейтенант    | 29.05.1923 — 23.06.2017 | [ БС 16 ] [ ГС 65 ] [ НЛ 63 ]   |
| 66    | Черги́н Виктор Степанович                                                                                  | 26.04.1944            | пехота       | командир отделения роты автоматчиков 69-го гвардейского танкового полка 21-й гвардейской механизированной бригады 8-го гвардейского механизированного корпуса 1-й танковой армии 1-го Украинского фронта                                 | гвардии младший сержант      | 26.04.1921 — 24.01.1972 | [ БС 17 ] [ ГС 66 ] [ НЛ 64 ]   |
| 67    | Черева́тенко Алексей Тихонович                                                                             | 10.02.1942            | авиация      | командир звена 69-го истребительного авиационного полка Отдельной Приморской армии | старший лейтенант            | 31.03.1914 — 19.11.1994 | [ БС 17 ] [ ГС 67 ] [ НЛ 65 ]   |
| 68    | Череви́чный Иван Иванович                                                                                  | 06.12.1949            | авиация      | лётчик Управления полярной авиации Главного управления Северного морского пути при Совете Министров СССР | —                            | 31.03.1909 — 15.02.1971 | ——                              |
| 69    | Чередни́к Иван Яковлевич укр. Чередник Іван Якович                                                         | 24.03.1945            | пехота       | командир батальона 1006-го стрелкового полка 266-й стрелковой дивизии 5-й ударной армии 1-го Белорусского фронта | гвардии майор                | 30.09.1913 — 22.05.1955 | [ БС 17 ] [ ГС 69 ] [ НЛ 66 ]   |
| 70    | Чередниче́нко Иван Антонович укр. Чередниченко Іван Антонович                                              | 15.05.1946            | комиссар     | заместитель по политической части командира 369-го стрелкового полка 212-й стрелковой дивизии 61-й армии 1-го Белорусского фронта | майор                        | 10.09.1910 — 27.03.1945 | [ БС 17 ] [ ГС 70 ] [ НЛ 67 ]   |
| 71    | Чередниче́нко Леонид Григорьевич укр. Чередниченко Леонід Григорович                                       | 10.04.1945            | артиллерия   | начальник артиллерии 25-го гвардейского стрелкового полка 6-й гвардейской стрелковой дивизии 13-й армии 1-го Украинского фронта | гвардии майор                | 05.11.1921 — 01.02.1990 | [ БС 17 ] [ ГС 71 ] [ НЛ 68 ]   |
| 72    | Че́резов Аркадий Степанович                                                                                | 13.04.1944            | авиация      | командир звена 78-го гвардейского штурмового авиационного полка 2-й гвардейской штурмовой авиационной дивизии 16-й воздушной армии Центрального фронта                                                                                   | гвардии лейтенант            | 15.05.1923 — 19.07.1943 | [ БС 17 ] [ ГС 72 ] [ НЛ 69 ]   |
| 73    | Черемно́в Леонтий Арсентьевич (Черемнов Леонтий Асеевич)                                                   | 21.02.1944            | пехота       | стрелок 299-го стрелкового полка 225-й стрелковой дивизии 52-й армии Волховского фронта | красноармеец                 | 1913 — 29.01.1942       | [ БС 18 ] [ ГС 73 ] [ НЛ 70 ]   |
| 74    | Черемно́в Яков Дмитриевич                                                                                  | 30.10.1943            | пехота       | стрелок 479-го стрелкового полка 149-й стрелковой дивизии 65-й армии Центрального фронта | красноармеец                 | 02.08.1919 — 21.10.1943 | [ БС 18 ] [ ГС 74 ] [ НЛ 71 ]   |
| 75    | Черемо́хин Иван Алексеевич                                                                                 | 29.10.1943            | пехота       | командир батальона 42-го стрелкового полка 180-й стрелковой дивизии 51-го стрелкового корпуса 38-й армии Воронежского фронта | капитан                      | 28.03.1915 — 25.08.1944 | [ БС 18 ] [ ГС 75 ] [ НЛ 72 ]   |
| 76    | Черёмухин Александр Евгеньевич                                                                            | 19.04.1945            | артиллерия   | командир орудия 358-го артиллерийского полка 126-й стрелковой дивизии 54-го стрелкового корпуса 43-й армии 3-го Белорусского фронта | старшина                     | 13.09.1915 — 31.12.1987 | [ БС 18 ] [ ГС 76 ] [ НЛ 73 ]   |
| 77    | Черенко́в Иван Максимович                                                                                  | 16.10.1943            | пехота       | командир отделения взвода пешей разведки 205-го гвардейского стрелкового полка 70-й гвардейской стрелковой дивизии 13-й армии Центрального фронта                                                                                        | гвардии сержант              | 1918 — 23.09.1943       | [ БС 18 ] [ ГС 77 ] [ НЛ 74 ]   |
| 78    | Черепа́нов Владимир Дмитриевич                                                                             | 17.11.1943            | пехота       | стрелок мотострелкового батальона 69-й механизированной бригады 9-го механизированного корпуса 3-й гвардейской танковой армии Воронежского фронта                                                                                        | красноармеец                 | 05.02.1914 — 1943       | [ БС 18 ] [ ГС 78 ] [ НЛ 75 ]   |
| 79    | Черепа́нов Иван Иванович                                                                                   | 22.07.1944            | пехота       | командир пулемётного расчёта 215-го стрелкового полка 179-й стрелковой дивизии 43-й армии 1-го Прибалтийского фронта | младший сержант              | 11.09.1916 — 12.06.1975 | [ БС 18 ] [ ГС 79 ] [ НЛ 76 ]   |
| 80    | Черепа́нов Корнилий Георгиевич                                                                             | 08.09.1945            | генерал      | командир 300-й стрелковой дивизии 1-й армии 1-го Дальневосточного фронта | генерал-майор                | 26.09.1905 — 30.01.1999 | [ БС 19 ] [ ГС 80 ] [ НЛ 77 ]   |
| 81    | Черепа́нов Сергей Михайлович                                                                               | 05.10.1944            | пехота       | командир отделения 1249-го стрелкового полка 377-й стрелковой дивизии 59-й армии Ленинградского фронта | сержант                      | 16.07.1916 — 24.01.1944 | [ БС 19 ] [ ГС 81 ] [ НЛ 78 ]   |
| 82    | Черепа́нов Степан Михайлович                                                                               | 09.02.1944            | артиллерия   | начальник артиллерии 764-го стрелкового полка 232-й стрелковой дивизии 38-й армии Воронежского фронта | капитан                      | 04.12.1918 — 07.11.1944 | [ БС 19 ] [ ГС 82 ] [ НЛ 79 ]   |
| 83    | Черепа́хин Сергей Павлович                                                                                 | 31.05.1945            | пехота       | командир пулемётного расчёта 240-го гвардейского стрелкового полка 74-й гвардейской стрелковой дивизии 8-й гвардейской армии 1-го Белорусского фронта                                                                                    | гвардии сержант              | 01.10.1923 — 04.02.1989 | [ БС 19 ] [ ГС 83 ] [ НЛ 80 ]   |
| 84    | Черепнёв Сергей Михайлович бел. Чарапнёў Сяргей Міхайлавіч                                                | 18.09.1943            | авиация      | штурман эскадрильи 4-го гвардейского авиационного полка 62-й авиационной дивизии 6-го авиационного корпуса авиации дальнего действия СССР                                                                                                | гвардии капитан              | 01.09.1918 — 14.06.1944 | [ БС 19 ] [ ГС 84 ] [ НЛ 81 ]   |
| 85    | Че́решнев Гавриил Егорович                                                                                 | 15.01.1944            | пехота       | командир роты автоматчиков 237-го гвардейского стрелкового полка 76-й гвардейской стрелковой дивизии 61-й армии Центрального фронта | гвардии старший лейтенант    | 12.07.1916 — 23.01.1996 | [ БС 19 ] [ ГС 85 ] [ НЛ 82 ]   |
| 86    | Че́ринов Владимир Васильевич                                                                               | 31.05.1945            | морской флот | моторист отдельного отряда полуглиссеров 1-й бригады речных кораблей Днепровской военной флотилии | краснофлотец                 | 1926 — 24.04.1945       | [ БС 19 ] [ ГС 86 ] [ НЛ 83 ]   |
| 87    | Черка́с Людвиг Станиславович бел. Чаркас Людвіг Станіслававіч                                              | 27.02.1945            | пехота       | командир пулемётной роты 34-й гвардейской мотострелковой бригады 12-го гвардейского танкового корпуса 2-й гвардейской танковой армии 1-го Белорусского фронта                                                                            | гвардии старший лейтенант    | 09.12.1923 — 10.04.2002 | [ БС 19 ] [ ГС 87 ] [ НЛ 84 ]   |
| 88    | Черка́сов Алексей Иванович                                                                                 | 10.01.1944            | инженер      | командир отделения 392-го отдельного сапёрного батальона 232-й стрелковой дивизии 38-й армии Воронежского фронта | старший сержант              | 13.03.1914 — 07.08.1980 | [ БС 20 ] [ ГС 88 ] [ НЛ 85 ]   |
| 89    | Черка́сов Владимир Иванович                                                                                | 30.10.1943            | пехота       | командир пулемётного расчёта пулемётной роты 188-го стрелкового полка 106-й стрелковой дивизии 65-й армии Центрального фронта | сержант                      | 23.06.1918 — 22.10.1943 | [ БС 21 ] [ ГС 89 ] [ НЛ 86 ]   |
| 90    | Черка́сов Михаил Сергеевич                                                                                 | 24.03.1945            | инженер      | командир сапёрного взвода 897-го горно-стрелкового полка 242-й горнострелковой дивизии 1-й гвардейской армии 4-го Украинского фронта | лейтенант                    | 1918 — 16.10.1944       | [ БС 21 ] [ ГС 90 ] [ НЛ 87 ]   |
| 91    | Черка́сов Николай Иванович                                                                                 | 24.03.1945            | артиллерия   | командир взвода управления 246-го миномётного полка 25-й миномётной бригады 21-й артиллерийской дивизии прорыва РГК в составе 6-й гвардейской армии 1-го Прибалтийского фронта                                                           | младший лейтенант            | 1923 — 23.07.1944       | [ БС 21 ] [ ГС 91 ] [ НЛ 88 ]   |
| 92    | Черка́шин Григорий Григорьевич                                                                             | 29.06.1945            | авиация      | командир звена 672-го штурмового авиационного полка 306-й штурмовой авиационной дивизии 10-го штурмового авиационного корпуса 17-й воздушной армии 3-го Украинского фронта                                                               | лейтенант                    | 22.11.1921 — 13.11.2006 | [ БС 21 ] [ ГС 92 ] [ НЛ 89 ]   |
| 93    | Черка́шнев Иван Трофимович                                                                                 | 21.02.1945            | артиллерия   | командир батареи 275-го гвардейского истребительно-противотанкового артиллерийского полка 4-й гвардейской истребительно-противотанковой артиллерийской бригады РГК в составе 69-й армии 1-го Белорусского фронта                         | гвардии капитан              | 25.09.1911 — 24.02.1954 | [ БС 21 ] [ ГС 93 ] [ НЛ 90 ]   |
| 94    | Черна́вин Владимир Николаевич                                                                              | 18.02.1981            | адмирал      | командующий Северным флотом Военно-морских сил СССР | адмирал                      | 22.04.1928 — 17.03.2023 | ——                              |
| 95    | Черна́вских Николай Матвеевич                                                                              | 21.02.1945            | артиллерия   | командир орудия 685-го лёгкого артиллерийского полка 15-й лёгкой артиллерийской бригады 3-й артиллерийской дивизии прорыва РГК в составе 38-й армии 1-го Украинского фронта                                                              | старший сержант              | 12.08.1921 — 12.02.1945 | [ БС 22 ] [ ГС 95 ] [ НЛ 91 ]   |
| 96    | Черне́нко Василий Иванович                                                                                 | 19.08.1944            | авиация      | командир звена 3-го гвардейского истребительного авиационного полка 1-й гвардейской истребительной авиационной дивизии ВВС Балтийского флота                                                                                             | гвардии старший лейтенант    | 01.01.1921 — 25.04.2017 | [ БС 22 ] [ ГС 96 ] [ НЛ 92 ]   |
| 97    | Черне́нко Василий Фёдорович                                                                                | 15.01.1944            | пехота       | командир взвода 203-го гвардейского стрелкового полка 70-й гвардейской стрелковой дивизии 13-й армии Центрального фронта | гвардии сержант              | 02.08.1924 — 06.07.1943 | [ БС 22 ] [ ГС 97 ] [ НЛ 93 ]   |
| 98    | Черне́нко Николай Власович укр. Черненко Микола Власович                                                   | 31.05.1945            | кавалерия    | командир пулемётного расчёта 60-го гвардейского кавалерийского полка 16-й гвардейской кавалерийской дивизии 7-го гвардейского кавалерийского корпуса 1-го Белорусского фронта                                                            | гвардии старший сержант      | 25.12.1924 — 27.09.2006 | [ БС 22 ] [ ГС 98 ] [ НЛ 94 ]   |
| 99    | Черне́нко Пётр Степанович укр. Черненко Петро Степанович                                                   | 19.04.1945            | пехота       | командир роты 142-го стрелкового полка 5-й стрелковой дивизии 3-й армии 3-го Белорусского фронта | капитан                      | 18.11.1918 — 27.05.1993 | [ БС 22 ] [ ГС 99 ] [ НЛ 95 ]   |
| 100   | Чернено́к Павел Николаевич                                                                                 | 27.06.1945            | пехота       | командир батальона 173-го гвардейского стрелкового полка 58-й гвардейской стрелковой дивизии 5-й гвардейской армии 1-го Украинского фронта                                                                                               | гвардии капитан              | 05.07.1920 — 16.05.1971 | [ БС 22 ] [ ГС 100 ] [ НЛ 96 ]  |
| 101   | Черне́ц Иван Арсентьевич укр. Чернець Іван Арсентійович                                                    | 23.02.1945            | авиация      | командир звена 7-го гвардейского штурмового авиационного полка 230-й штурмовой авиационной дивизии 4-й воздушной армии 2-го Белорусского фронта                                                                                          | гвардии старший лейтенант    | 19.01.1920 — 14.05.1999 | [ БС 22 ] [ ГС 101 ] [ НЛ 97 ]  |
| 102   | Чернецо́в Виктор Иванович                                                                                  | 10.01.1944            | пехота       | стрелок-разведчик 51-й гвардейской танковой бригады 6-го гвардейского танкового корпуса 3-й гвардейской танковой армии 1-го Украинского фронта                                                                                           | гвардии красноармеец         | 27.11.1925 — 26.02.1991 | [ БС 23 ] [ ГС 102 ] [ НЛ 98 ]  |
| 103   | Чернецо́в Григорий Устинович                                                                               | 10.04.1945            | авиация      | командир 155-го гвардейского штурмового авиационного полка 9-й гвардейской штурмовой авиационной дивизии 1-го гвардейского штурмового авиационного корпуса 2-й воздушной армии 1-го Украинского фронта                                   | гвардии подполковник         | 22.01.1914 — 30.03.1990 | [ БС 24 ] [ ГС 103 ] [ НЛ 99 ]  |
| 104   | Черние́нко Георгий Георгиевич укр. Чернієнко Георгій Георгійович                                           | 24.07.1943            | авиация      | командир эскадрильи 5-го гвардейского минно-торпедного авиационного полка 1-й минно-торпедной авиационной дивизии ВВС Черноморского флота                                                                                                | гвардии майор                | 25.12.1907 — 17.02.1982 | [ БС 24 ] [ ГС 104 ] [ НЛ 100 ] |
| 105   | Че́рников Андрей Егорович                                                                                  | 24.03.1945            | пехота       | командир батальона 341-го гвардейского стрелкового полка 119-й гвардейской стрелковой дивизии 10-й гвардейской армии 2-го Прибалтийского фронта                                                                                          | гвардии майор                | 17.12.1912 — 04.04.1950 | [ БС 24 ] [ ГС 105 ] [ НЛ 101 ] |
| 106   | Че́рников Григорий Ильич                                                                                   | 24.03.1945            | пехота       | командир взвода 609-го стрелкового полка 139-й стрелковой дивизии 50-й армии 2-го Белорусского фронта | лейтенант                    | 23.09.1905 — 26.02.1994 | [ БС 24 ] [ ГС 106 ] [ НЛ 102 ] |
| 107   | Че́рников Иван Николаевич                                                                                  | 15.05.1946            | артиллерия   | командир батареи 76-мм пушек 990-го стрелкового полка 230-й стрелковой дивизии 5-й ударной армии 1-го Белорусского фронта | старший лейтенант            | 20.08.1910 — 08.03.1978 | [ БС 24 ] [ ГС 107 ] [ НЛ 103 ] |
| 108   | Че́рников Михаил Васильевич                                                                                | 07.04.1940            | комиссар     | ответственный секретарь партийного бюро 233-го стрелкового полка 97-й стрелковой дивизии 13-й армии Северо-Западного фронта | политрук                     | 01.05.1909 — 06.06.1996 | [ БС 24 ] [ ГС 108 ] [ НЛ 104 ] |
| 109   | Че́рников Сергей Фёдорович                                                                                 | 24.03.1945            | артиллерия   | командир дивизиона 951-го артиллерийского полка 391-й стрелковой дивизии 3-й ударной армии 2-го Прибалтийского фронта | капитан                      | 12.06.1914 — 26.07.1944 | [ БС 24 ] [ ГС 109 ] [ НЛ 105 ] |
| 110   | Че́рников Фёдор Устинович                                                                                  | 29.10.1943            | пехота       | стрелок 42-го стрелкового полка 180-й стрелковой дивизии 38-й армии Воронежского фронта | ефрейтор                     | 03.02.1920 — 20.10.1971 | [ БС 25 ] [ ГС 110 ] [ НЛ 106 ] |
| 111   | Че́рничков Николай Иванович                                                                                | 24.12.1943            | артиллерия   | командир дивизиона 136-го гвардейского артиллерийского полка 68-й гвардейской стрелковой дивизии 40-й армии Воронежского фронта | гвардии капитан              | 1913 — 30.09.1943       | [ БС 26 ] [ ГС 111 ] [ НЛ 107 ] |
| 112   | Черноба́й Андрей Петрович укр. Чернобай Андрій Петрович                                                    | 22.02.1943            | авиация      | заместитель командира эскадрильи 875-го истребительного авиационного полка 274-й истребительной авиационной дивизии 1-го истребительного авиационного корпуса 3-й воздушной армии Калининского фронта                                    | лейтенант                    | 29.07.1917 — 21.03.1988 | [ БС 26 ] [ ГС 112 ] [ НЛ 108 ] |
| 113   | Черно́в Алексей Иванович                                                                                   | 10.04.1945            | артиллерия   | наводчик орудия 313-го гвардейского артиллерийского полка 121-й гвардейской стрелковой дивизии 13-й армии 1-го Украинского фронта | гвардии ефрейтор             | 30.03.1924 — 17.01.1989 | [ БС 26 ] [ ГС 113 ] [ НЛ 109 ] |
| 114   | Черно́в Анатолий Фёдорович                                                                                 | 04.06.1954            | авиация      | бортинженер-испытатель ОКБ А. Н. Туполева | —                            | 13.01.1919 — 11.05.1953 | ——                              |
| 115   | Черно́в Василий Иванович                                                                                   | 27.02.1945            | танкист      | командир танка Т-34 49-й гвардейской танковой бригады 12-го гвардейского танкового корпуса 2-й гвардейской танковой армии 1-го Белорусского фронта                                                                                       | гвардии младший лейтенант    | 14.01.1915 — 13.03.1945 | [ БС 26 ] [ ГС 115 ] [ НЛ 110 ] |
| 116   | Черно́в Виктор Георгиевич                                                                                  | 06.04.1945            | генерал      | командир 60-й стрелковой дивизии 125-го стрелкового корпуса 47-й армии 1-го Белорусского фронта | генерал-майор                | 01.05.1899 — 17.03.1945 | [ БС 26 ] [ ГС 116 ] [ НЛ 111 ] |
| 117   | Черно́в Георгий Герасимович                                                                                | 13.04.1944            | авиация      | штурман 232-го штурмового авиационного полка 289-й штурмовой авиационной дивизии 7-го штурмового авиационного корпуса 8-й воздушной армии 4-го Украинского фронта                                                                        | капитан                      | 25.11.1916 — 21.12.1944 | [ БС 26 ] [ ГС 117 ] [ НЛ 112 ] |
| 118   | Черно́в Георгий Николаевич чув. Чернов Георгий Николаевич                                                  | 24.03.1945            | пехота       | командир роты 645-го стрелкового полка 202-й стрелковой дивизии 27-й армии 2-го Украинского фронта | лейтенант                    | 12.05.1916 — 21.08.1944 | [ БС 26 ] [ ГС 118 ] [ НЛ 113 ] |
| 119   | Черно́в Григорий Иванович                                                                                  | 19.04.1945            | генерал      | командир 26-й гвардейской стрелковой дивизии 11-й гвардейской армии 3-го Белорусского фронта | гвардии генерал-майор        | 15.10.1901 — 02.12.1978 | [ БС 27 ] [ ГС 119 ] [ НЛ 114 ] |
| 120   | Черно́в Дмитрий Васильевич                                                                                 | 10.04.1945            | артиллерия   | наводчик орудия 313-го гвардейского артиллерийского полка 121-й гвардейской стрелковой дивизии 13-й армии 1-го Украинского фронта | гвардии ефрейтор             | 05.11.1901 — 27.12.1998 | [ БС 28 ] [ ГС 120 ] [ НЛ 115 ] |
| 121   | Черно́в Дмитрий Семёнович                                                                                  | 13.11.1943            | пехота       | пулемётчик пулемётной роты 842-го стрелкового полка 240-й стрелковой дивизии 51-го стрелкового корпуса 38-й армии Воронежского фронта | красноармеец                 | 01.02.1924 — 25.10.1980 | [ БС 28 ] [ ГС 121 ] [ НЛ 116 ] |
| 122   | Черно́в Евгений Дмитриевич                                                                                 | 31.01.1978            | адмирал      | заместитель командующего и член Военного совета 1-й флотилии атомных подводных лодок Северного флота | контр-адмирал                | 12.03.1930 — 29.01.2016 | ——                              |
| 123   | Черно́в Иван Григорьевич                                                                                   | 15.05.1946            | пехота       | командир роты 410-го стрелкового полка 81-й стрелковой дивизии 1-й гвардейской армии 4-го Украинского фронта | старший лейтенант            | 23.01.1924 — 1962       | [ БС 28 ] [ ГС 123 ] [ НЛ 117 ] |
| 124   | Черно́в Иван Никифорович                                                                                   | 16.10.1943            | пехота       | командир роты 1089-го стрелкового полка 322-й стрелковой дивизии 13-й армии Центрального фронта | лейтенант                    | 20.03.1918 — 11.03.2010 | [ БС 28 ] [ ГС 124 ] [ НЛ 118 ] |
| 125   | Черно́в Иван Семёнович                                                                                     | 17.10.1943            | артиллерия   | командир огневого взвода 206-го гвардейского лёгкого артиллерийского полка 3-й гвардейской лёгкой артиллерийской бригады 1-й гвардейской артиллерийской дивизии прорыва РГК в составе 60-й армии Центрального фронта                     | гвардии младший лейтенант    | 17.01.1905 — 28.03.1981 | [ БС 29 ] [ ГС 125 ] [ НЛ 119 ] |
| 126   | Черно́в Кирилл Прокофьевич бел. Чарноў Кірыл Пракопавіч                                                    | 24.12.1943            | артиллерия   | командир 9-й гвардейской отдельной истребительно-противотанковой бригады РГК в составе 47-й армии Воронежского фронта | гвардии подполковник         | 08.06.1907 — 18.10.1972 | [ БС 30 ] [ ГС 126 ] [ НЛ 120 ] |
| 127   | Черно́в Матвей Степанович чув. Чернов Матвей Степанович                                                    | 24.03.1945            | пехота       | стрелок 375-го стрелкового полка 219-й стрелковой дивизии 3-й ударной армии 2-го Прибалтийского фронта | младший сержант              | 12.11.1914 — 19.07.1944 | [ БС 30 ] [ ГС 127 ] [ НЛ 121 ] |
| 128   | Черно́в Михаил Макарович                                                                                   | 24.03.1945            | пехота       | помощник командира взвода 303-го стрелкового полка 69-й стрелковой дивизии 65-й армии 2-го Белорусского фронта | старший сержант              | 12.11.1921 — 27.05.1988 | [ БС 30 ] [ ГС 128 ] [ НЛ 122 ] |
| 129   | Черно́в Павел Михайлович (Чернов Павлин Михайлович)                                                        | 17.10.1943            | пехота       | стрелок 212-го гвардейского стрелкового полка 75-й гвардейской стрелковой дивизии 60-й армии Центрального фронта | гвардии красноармеец         | 09.06.1925 — 26.09.1943 | [ БС 30 ] [ ГС 129 ] [ НЛ 123 ] |
| 130   | Черно́в Фёдор Николаевич чув. Чернов Фёдор Николаевич                                                      | 27.02.1945            | пехота       | командир взвода роты противотанковых ружей 240-го стрелкового полка 117-й стрелковой дивизии 69-й армии 1-го Белорусского фронта | лейтенант                    | 26.06.1918 — 12.06.1976 | [ БС 30 ] [ ГС 130 ] [ НЛ 124 ] |
| 131   | Черново́ленко Иван Игнатьевич укр. Чорноволенко Іван Гнатович                                              | 22.02.1944            | пехота       | командир роты 178-го гвардейского стрелкового полка 60-й гвардейской стрелковой дивизии 6-й армии 3-го Украинского фронта | гвардии лейтенант            | 15.06.1921 — 26.11.1943 | [ БС 30 ] [ ГС 131 ] [ НЛ 125 ] |
| 132   | Черно́вский Семён Александрович                                                                            | 29.06.1945            | авиация      | командир эскадрильи 22-го гвардейского бомбардировочного авиационного полка 321-й бомбардировочной авиационной дивизии 8-й воздушной армии 4-го Украинского фронта                                                                       | гвардии капитан              | 10.01.1918 — 08.05.1983 | [ БС 30 ] [ ГС 132 ] [ НЛ 126 ] |
| 133   | Черно́вский Сергей Акимович                                                                                | 15.01.1944            | пехота       | командир взвода 29-го гвардейского стрелкового полка 12-й гвардейской стрелковой дивизии 61-й армии Центрального фронта | гвардии лейтенант            | 21.07.1921 — 24.09.2005 | [ БС 31 ] [ ГС 133 ] [ НЛ 127 ] |
| 134   | Черножу́ков Александр Викторович                                                                           | 03.03.1983            | пехота       | командир мотострелковой роты 70-й отдельной гвардейской мотострелковой бригады 40-й армии Ограниченного контингента советских войск в Афганистане                                                                                        | старший лейтенант            | род. 18.06.1958         | ——                              |
| 135   | Черномо́рец Александр Григорьевич укр. Чорноморець Олександр Григорович                                    | 25.10.1943            | инженер      | командир отделения 101-го отдельного сапёрного батальона 30-й стрелковой дивизии 47-й армии Воронежского фронта | сержант                      | 20.06.1909 — 22.08.1975 | [ БС 32 ] [ ГС 135 ] [ НЛ 128 ] |
| 136   | Черномо́рец Владимир Данилович укр. Чорноморець Володимир Данилович                                        | 15.01.1944            | пехота       | разведчик 32-го гвардейского стрелкового полка 12-й гвардейской стрелковой дивизии 61-й армии Центрального фронта | гвардии красноармеец         | 1924 — 30.11.1943       | [ БС 32 ] [ ГС 136 ] [ НЛ 129 ] |
| 137   | Чернопя́тко Иван Давидович укр. Чорноп'ятко Іван Давидович                                                 | 25.10.1938            | пограничник  | командир взвода манёвренной группы 59-го пограничного отряда Дальневосточного пограничного округа Главного управления Пограничных войск НКВД СССР                                                                                        | помкомвзвода                 | 11.09.1914 — 11.12.1947 | ——                              |
| 138   | Чернопя́тов Георгий Владимирович                                                                           | 15.05.1946            | авиация      | заместитель командира 26-го гвардейского бомбардировочного авиационного полка 50-й бомбардировочной авиационной дивизии 3-го гвардейского бомбардировочного авиационного корпуса 18-й воздушной армии                                    | гвардии майор                | 26.04.1911 — 09.05.1945 | [ БС 32 ] [ ГС 138 ] [ НЛ 130 ] |
| 139   | Черноше́ин Василий Алексеевич                                                                              | 15.05.1946            | артиллерия   | командир орудия 1119-го зенитного артиллерийского полка 5-й зенитной артиллерийской дивизии РГК в составе 7-й гвардейской армии 2-го Украинского фронта                                                                                  | ефрейтор                     | 09.08.1924 — 05.06.2002 | [ БС 32 ] [ ГС 139 ] [ НЛ 131 ] |
| 140   | Черну́хин Иван Фомич                                                                                       | 06.04.1945            | кавалерия    | помощник командира сабельного взвода 60-го гвардейского кавалерийского полка 16-й гвардейской кавалерийской дивизии 7-го гвардейского кавалерийского корпуса 1-го Белорусского фронта                                                    | гвардии старшина             | 11.01.1913 — 13.05.1984 | [ БС 32 ] [ ГС 140 ] [ НЛ 132 ] |
| 141   | Чёрный Григорий Александрович                                                                             | 17.10.1943            | связисты     | старший телефонист батареи 1-й гвардейской пушечной артиллерийской бригады 1-й гвардейской артиллерийской дивизии прорыва РГК в составе 60-й армии Центрального фронта                                                                   | гвардии ефрейтор             | 13.04.1912 — 10.01.1979 | [ БС 32 ] [ ГС 141 ] [ НЛ 133 ] |
| 142   | Чёрный Илья Григорьевич укр. Чорний Ілля Григорович                                                       | 20.12.1943            | инженер      | понтонёр-моторист 7-го отдельного моторизированного понтонно-мостового батальона инженерных войск Степного фронта | ефрейтор                     | 22.08.1913 — 13.01.1989 | [ БС 33 ] [ ГС 142 ] [ НЛ 134 ] |
| 143   | Чёрный Павел Прохорович                                                                                   | 31.05.1945            | артиллерия   | механик-водитель самоходной артиллерийской установки СУ-76 75-го самоходно-артиллерийского полка 1-го механизированного корпуса 2-й гвардейской танковой армии 1-го Белорусского фронта                                                  | старшина                     | 17.11.1915 — 09.02.1998 | [ БС 34 ] [ ГС 143 ] [ НЛ 135 ] |
| 144   | Черны́х Иван Сергеевич                                                                                     | 16.01.1942            | авиация      | пилот 125-го бомбардировочного авиационного полка 2-й смешанной авиационной дивизии Ленинградского фронта | младший лейтенант            | 02.08.1918 — 16.12.1941 | [ БС 34 ] [ ГС 144 ] [ НЛ 136 ] |
| 145   | Черны́х Николай Андреевич                                                                                  | 13.11.1943            | пехота       | пулемётчик 198-го гвардейского стрелкового полка 68-й гвардейской стрелковой дивизии 40-й армии Воронежского фронта | гвардии сержант              | 19.12.1924 — 30.10.1982 | [ БС 34 ] [ ГС 145 ] [ НЛ 137 ] |
| 146   | Черны́х Николай Васильевич                                                                                 | 26.10.1943            | пехота       | стрелок 229-го гвардейского стрелкового полка 72-й гвардейской стрелковой дивизии 7-й гвардейской армии Степного фронта | гвардии красноармеец         | 16.04.1922 — 04.10.1948 | [ БС 34 ] [ ГС 146 ] [ НЛ 138 ] |
| 147   | Черны́х Николай Иннокентьевич                                                                              | 10.01.1944            | инженер      | командир взвода инженерно-минной роты 120-го гвардейского отдельного сапёрного батальона 6-го гвардейского танкового корпуса 3-й гвардейской танковой армии 1-го Украинского фронта                                                      | гвардии младший лейтенант    | 15.06.1923 — 09.12.1996 | [ БС 34 ] [ ГС 147 ] [ НЛ 139 ] |
| 148   | Черны́х Сергей Александрович                                                                               | 31.12.1936            | авиация      | командир звена истребителей И-16 ВВС Испанской Республики | лейтенант                    | 23.01.1912 — 16.10.1941 | ——                              |
| 149   | Черны́ш Александр Иванович бел. Чарныш Аляксандр Іванавіч                                                  | 24.03.1945            | пехота       | командир роты 457-го стрелкового полка 129-й стрелковой дивизии 3-й армии 1-го Белорусского фронта | капитан                      | 12.02.1917 — 29.06.1944 | [ БС 34 ] [ ГС 149 ] [ НЛ 140 ] |
| 150   | Черны́ш Пётр Прокофьевич укр. Черниш Петро Прокопович                                                      | 27.06.1945            | авиация      | командир звена 81-го гвардейского бомбардировочного авиационного полка 1-й гвардейской бомбардировочной авиационной дивизии 6-го гвардейского бомбардировочного авиационного корпуса 2-й воздушной армии 1-го Украинского фронта         | гвардии старший лейтенант    | 20.04.1919 — 15.05.1979 | [ БС 35 ] [ ГС 150 ] [ НЛ 141 ] |
| 151   | Чернышёв Александр Кондратьевич укр. Чернишов Олександр Кіндратович                                       | 07.04.1940            | пехота       | старшина роты 233-го стрелкового полка 97-й стрелковой дивизии 13-й армии Северо-Западного фронта | старшина                     | 13.03.1912 — 06.03.1940 | [ БС 35 ] [ ГС 151 ] [ НЛ 142 ] |

| Навигационная таблица | Навигационная таблица             |
| --------------------- | --------------------------------- |
| «Ч»                   | Чабунин Иван — Чернышёв Александр |
| «Ч»                   | Чернышёв Аркадий — Чхаидзе Сергей |